# Silverton (Kolorado)
Silverton – miasto w Stanach Zjednoczonych, w stanie Kolorado, siedziba administracyjna hrabstwa San Juan.